# Jacob van Heusden
Jacob van Heusden (Hilvarenbeek, 30 januari 1757 - aldaar, 24 februari 1841) was predikant en de oprichter van de Maatschappij van Welstand.

## Biografie
Jacob was de zoon van Cornelis van Heusden en Johanna Cornelia van der Plas. Cornelis was vorster van het kwartier van Oisterwijk en later ook deurwaarder en notaris te Hilvarenbeek.
Nadat hij de Latijnse School te 's-Hertogenbosch in 1772 met zeer goed gevolg had verlaten ging hij theologie studeren te Leiden. Daar ontmoette hij onder meer de patriot Johannes van der Palm.
In 1783 werd hij beroepen als predikant te Sint-Oedenrode en in 1791 aanvaardde hij het ambt te Hilvarenbeek. Daar bleef hij predikant totdat hij in 1839 met emeritaat ging.
In de Franse tijd ondervond de hervormde gemeenschap in Hilvarenbeek ernstige moeilijkheden, omdat ze zowel hun kerk als hun pastorie aan de katholieken moesten afstaan. Gekerkt werd aanvankelijk in een koetshuis, terwijl de domineeswoning kon worden teruggekocht. Daar van Heusden ook subsidie bij Koning Lodewijk Napoleon bepleitte, kon in 1809 een nieuw, ook tegenwoordig nog bestaand, kerkje in gebruik worden genomen.
De Franse tijd bracht echter nog meer problemen voor de Hervormden. Nu de Katholieken gelijkberechtigd waren stonden vele overheidsfunctie ook voor hen open. Bovendien was er een economische crisis die juist de maatschappelijke groeperingen trof waarin de Protestanten oververtegenwoordigd waren. Velen van hen trokken weg, zodat de toch al kleine Protestantse gemeenschappen verder achteruit gingen. Dit was de reden om over te gaan tot oprichting van de Protestantsche Maatschappij ter bevordering van Welstand, door ondersteuning en voorlichting, tegenwoordig bekend als de Maatschappij van Welstand. Aldus geschiedde op 18 juli 1822 te Breda, en Jacob van Heusden was hier de initiatiefnemer van. De bedoeling was om fondsen te verzamelen en daarmee armlastige Protestanten van een boerderij te voorzien.
Op 28 november 1840 werd hij benoemd tot Ridder in de Orde van de Nederlandse Leeuw.

## Traktaten
- Verhandeling ter aanprijzing van het onderzoek der Heilige Schrift (1789)
- Aanmerkingen op een geschrift, getiteld: De Godsdienst afgezonderd van de Staat (1795) was een kritiek op de Scheiding van kerk en staat, waardoor ook de predikanten niet meer van staatswege zouden worden bekostigd
- Peter en Anna, of de gelukkige landbouw (1834) (anoniem), een pleidooi voor landbouwvoorlichting door de Maatschappij van Welstand.
- Het behoorlijk eerbiedigen van de geloofsformulieren der hervormde kerk in Nederland (1836) was een kritiek op de Afscheiding van 1834 (waar uiteindelijk onder meer de Christelijke Gereformeerde Kerken uit zijn voortgekomen)

## Trivia
- In 1969 was een brief uit 1828 van Jacob van Heusden de aanleiding voor een genealogisch onderzoek, wat uiteindelijk geleid heeft tot de identiteit van de uit Hapert afkomstige Geuze Els. De genealoog Willem de Vries dook deze brief op uit het archief van de Maatschappij tot Bevordering van Welstand te Breda, nadat hij in 1968 was gevraagd om een gedenkboek te schrijven naar aanleiding van het 150-jarig bestaan van de Maatschappij van Welstand. In deze brief, die geschreven werd op 30 december 1828, beschreef Jacob dat hij verleden week weer bezoek gehad had van ene Peter Michael, een jonge landbouwer uit Hoogeloon, die in aanmerking wilde komen voor een hoeve van de Maatschappij tot bevordering van Welstand. Met zijn bewering af te stammen van Geuze Els, wat uit het onderzoek ook bleek te zijn, probeerde deze landbouwer zijn kansen aanzienlijk te vergroten. Jacob van Heusden beschreef hem in deze brief dan ook als: nog een afstammeling van de beroemde Geuze Els, wat er op duid dat dit door meerdere landbouwers werd beweerd.[1]